# Gołańcz (stad)
Gołańcz is een stad in het Poolse woiwodschap Groot-Polen, gelegen in de powiat Wągrowiecki. De oppervlakte bedraagt 12,63 km², het inwonertal 3349 (2005).